# Анрі Шавансі
Анрі Шавансі (фр. Henry Chavancy; 22 травня 1988, Страсбург) — французький регбіст, гравець команди Рейсінг 92.

### Навчання
Анрі навчався в ліцеї Санкт-Луї-де-Гонзага та ліцеї Мілітарі-де-Санкт-Сір, куди перейшов після двох років навчання в середній школі Джозефа Кесселя в Джибуті. 4 роки Анрі провчився в Бізнесшколі Менеджмента Леонарда да Вінчі.

### Спортивна кар'єра
Анрі Шавансі ще почавши з 1999 року грає в клубі Рейсінг 92. Він здобув титул чемпіона французької Таддеї в 2005, титул чемпіона Про Д2 в 2009 році та звання півфіналіста Топ 14 2011 року. Він зіграв свою першу гру в Про Д2 протягом сезону 2007/2008. У сезоні 2008/2009 він зіграв в 20-ти матчах і став чемпіоном французького Про Д2 разом з Рейсінг 92. З 2009 року він розіграв 54 ігри в Топ 14, з яких 8 під час Кубка європейських чемпіонів.

### Національна збірна
Не маючи ще і двадцяти років, він вже брав участь у Всесвітньому Чемпіонаті в червні 2008 та Всесвітньому Чемпіонаті з регбі-7. У 2009 році Анрі Шавансі разом з університетською збірною Франції зіграв в Турнірі шести націй. У червні 2010 року його було обрано до французької команди А, яка мала репрезентувати Францію в Кубку Черчілля в США.